# 暗背金翅雀
暗背金翅雀（學名：Spinus psaltria），是燕雀科 、金雀属下的一种雀，分布于美洲，由美国西部至南美洲西北部
。

## 描述
雄雀的头顶和背部毛色多样，从纯黑色到绿色，腹面是鲜黄色，双翼的羽毛上有白色斑纹，尾羽边也有斑纹。雌雀的颜色较浅，羽毛斑纹较小
。

## 亚种
此种分五亚种。
- S. p. colombianus，墨西哥南部至秘鲁和委内瑞拉
- S. p. jouyi，墨西哥东南部和伯利兹西北部
- S. p. hesperophilus，美国西部和墨西哥西北部
- S. p. psaltria，美国中西部至墨西哥中南部
- S. p. witti，玛丽亚群岛 – 离墨西哥西岸）

- S. p. hesperophilus 在沙漠植物园